# Bulbophyllum sarcophyllum
Espèce
Statut CITES
Bulbophyllum sarcophyllum est une espèce d'orchidées présente en Inde, au Népal et en Birmanie.